# Moulines (Calvados)
Moulines é uma comuna francesa na região administrativa da Normandia, no departamento Calvados. Estende-se por uma área de 9,39 km². Em 2010 a comuna tinha 296 habitantes (densidade: 31,5 hab./km²).